# Mycobates ezoensis
Mycobates ezoensis är en kvalsterart som beskrevs av K. Fujikawa 1982. Mycobates ezoensis ingår i släktet Mycobates och familjen Punctoribatidae. Inga underarter finns listade i Catalogue of Life.